# Kumbarahalli, Channarayapatna
Kumbarahalli là một làng thuộc tehsil Channarayapatna, huyện Hassan, bang Karnataka, Ấn Độ.